# 9 Pułk Grenadierów (Cesarstwo Niemieckie)
9 Kołobrzeski Pułk Grenadierów im. Hrabiego Gneisenau (2 Pomorski) (niem. Colbergsches Grenadier-Regiment Graf Gneisenau (2. Pommersches) Nr. 9) – pułk piechoty niemieckiej
Pułk  sformowany w 1808  w Kołobrzegu na bazie batalionu grenadierów z 22 pułku piechoty pruskiej, od 1818 wchodził w skład 3 Dywizji z II Korpusu Armijnego z dowództwem w Szczecinie. W wyniku mobilizacji, w sierpniu 1914 pułk osiągnął gotowość bojową i w składzie 5 Brygady Piechoty 3 Dywizji został wysłany na front zachodni. Rozformowany w 1919.

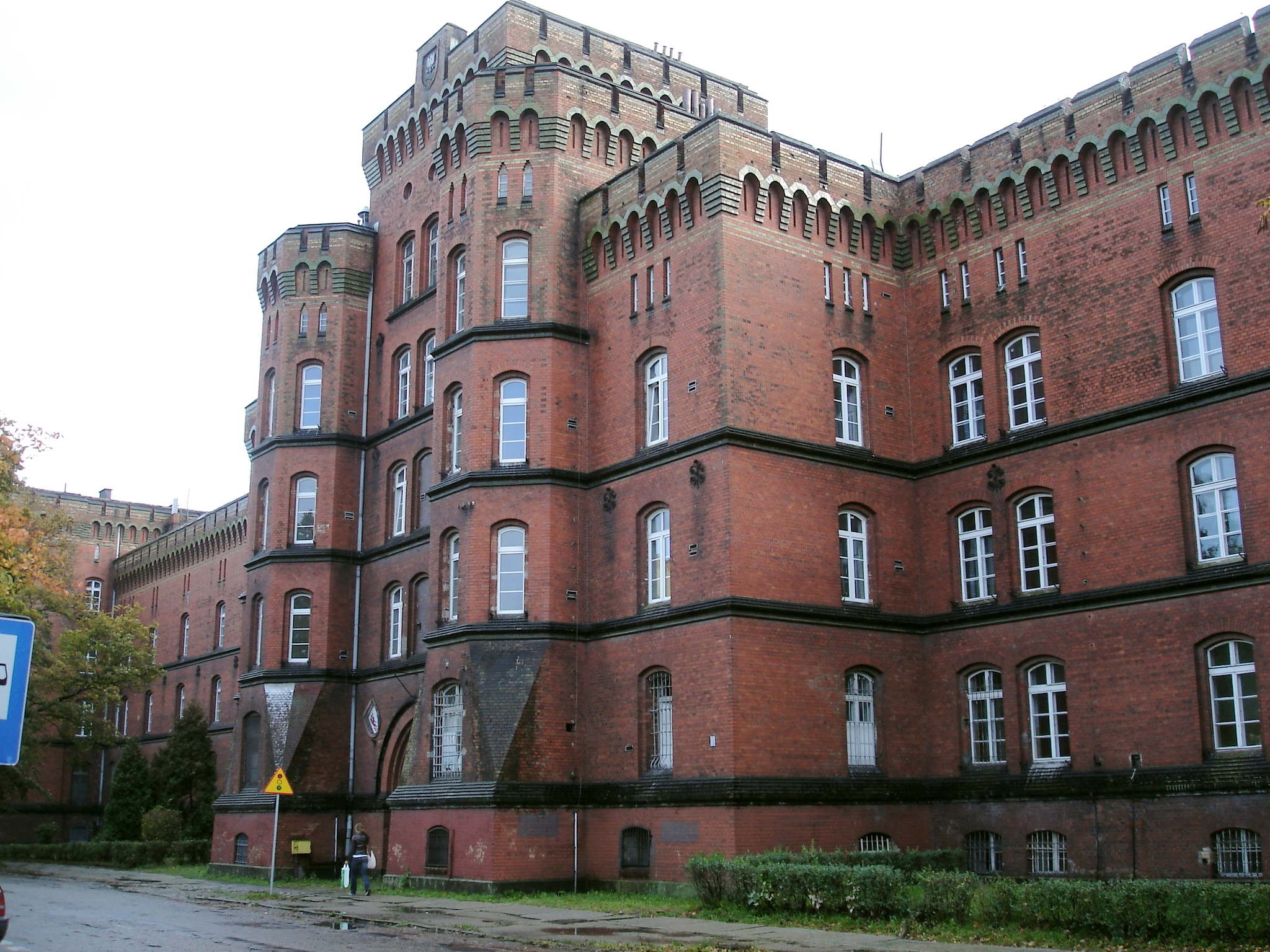
Stargard, 2009

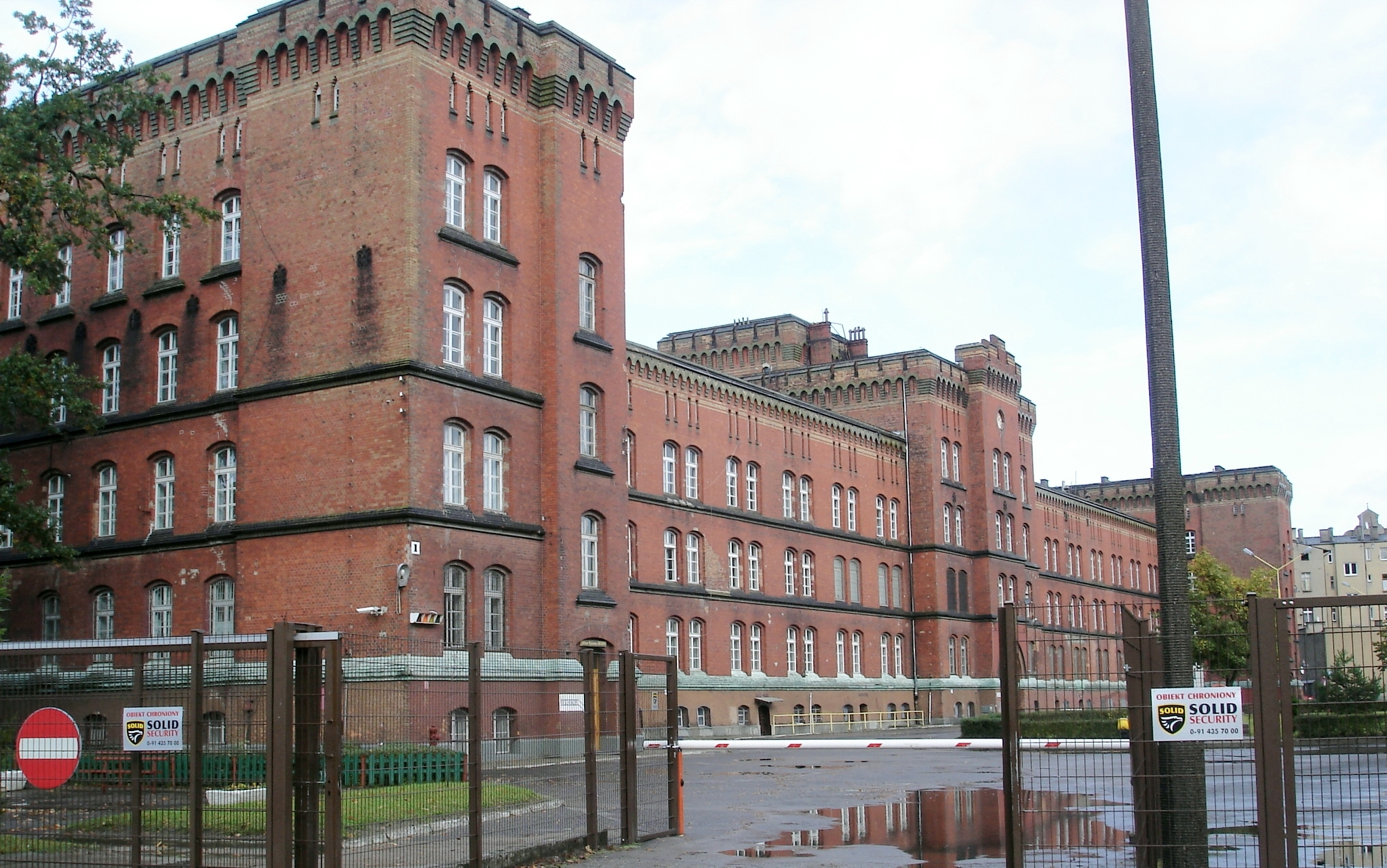
Czerwone koszary

## Historia pułku

### Rodowód 9 pułku grenadierów
Stargard na mocy traktatu westfalskiego z 1648 dostał się pod panowanie Brandenburgii. W 9 lat później przez miasto przejeżdżał hetman Stefan Czarniecki na czele konnicy w pogoni za wycofującą się armią szwedzką. W okresie od 1668 do 1720 Stargard był stolicą Pomorza Tylnego. Druga połowa XVII i XVIII wieku to okres powolnej odbudowy zniszczonego grodu.
22 pułk piechoty pruskiej
W latach 1713 do 1806 kwaterował w Stargardzie 22 pułk piechoty pruskiej (22 Infanterie – Regiment Nr. 22). Żołnierze kwaterowali w obozach pod namiotami oraz mieszkali w mieście.
Dowódcami pułku byli:
- płk Moritz Prinz von Anhalt-Dessau(inne języki) (1741),
- gen. mjr Balthasar Rudolf von Schenckendorf(inne języki) (1760),
- gen. mjr Karl Christoph von Plötz(inne języki) (1768),
- gen. mjr Friedrich Karl von Schlieben(inne języki) (1776),
- gen. mjr Karl Friedrich von Klinckowström(inne języki) (1791)
- gen. mjr Franz Otto von Pirch(inne języki) (1806)

Pułk kwaterując w Stargardzie brał w tym okresie także m.in. udział w kampanii wojennej okresu rządów Fryderyka II Wielkiego. W XVIII wieku część Pomorza, w tym Stargard, zostało przyłączone do państwa pruskiego. W 1806 roku 22 Pułk Piechoty Pruskiej pod dowództwem gen. mjr Franza Ottona von Pircha został rozbity, pododdziały rozproszone; wyjątek stanowił batalion grenadierów, który ulokował się w twierdzy kołobrzeskiej, gdzie wziął udział w obronie Kołobrzegu. Po podpisaniu pokoju w Tylży, kończącej wojnę Napoleona Bonaparte z koalicją prusko-rosyjską, batalion grenadierów 22 Pułku Piechoty Pruskiej zakończył działania obronne w Kołobrzegu. W wyniku reformy państwa pruskiego i jego armii w latach 1807–1808 Stargard został przyporządkowany do II Okręgu Wojskowego z dowództwem w Szczecinie.

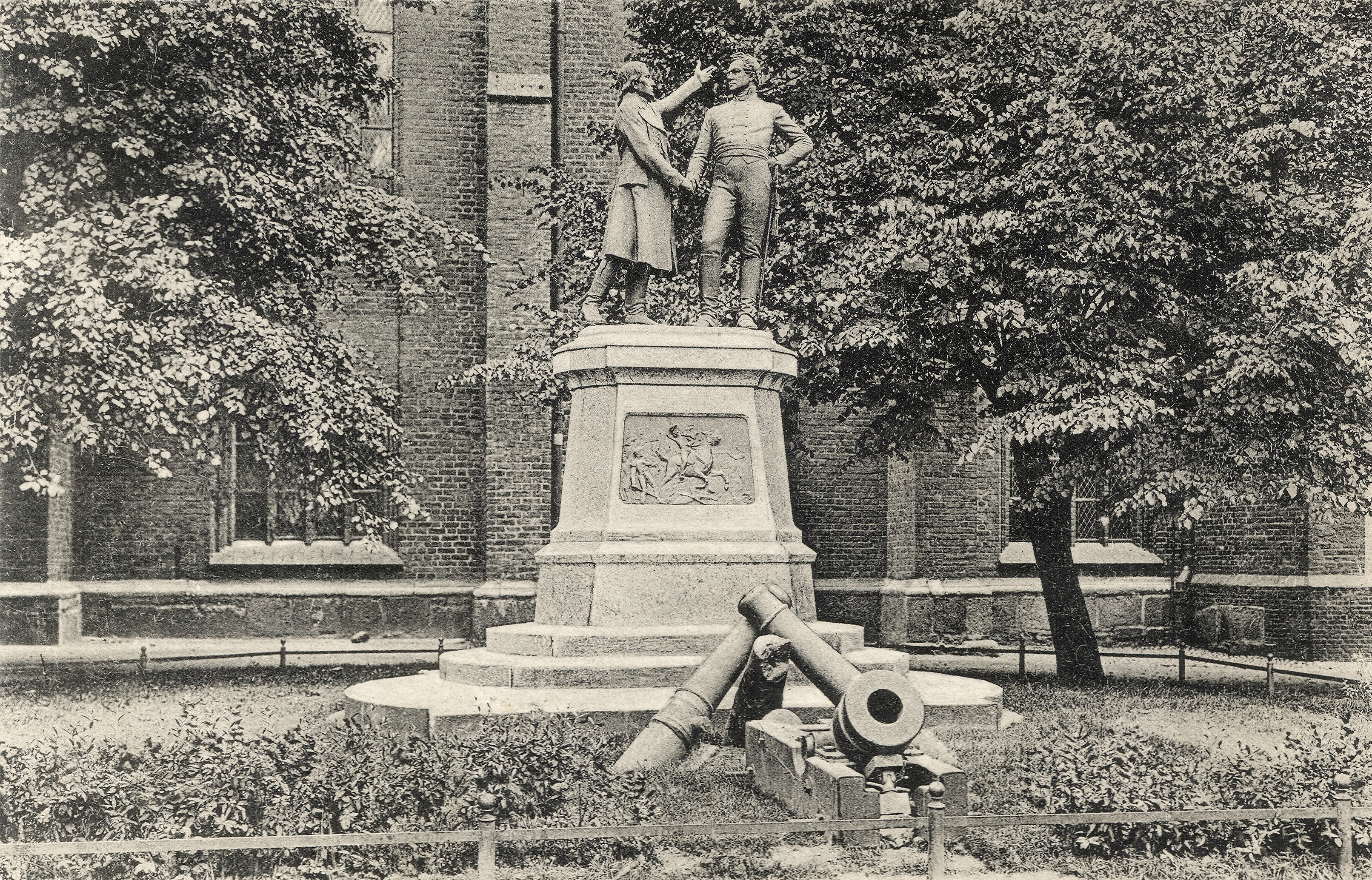
Pomnik Gneisenaua i Nettelbecka

### Powstanie 9 pułku grenadierów
W 1808 na bazie batalionu grenadierów z 22 Pułku Piechoty Pruskiej powstał w Kołobrzegu 9 Pułk Grenadierów. Miejscem stacjonowania sztabu pułku i poszczególnych batalionów w XIX wieku były kolejno garnizony w Kołobrzegu (1808), Poczdamie, Szczecinie (1817–1872), Berlinie (1828–1829, 1849–1851), Choszcznie, Kołobrzegu, Anklam, Stargardzie (Stargard in Pommern) (1864–1919), Pyrzycach (1873–?).
9 Kołobrzeski Pułk Grenadierów
W 1849 pułk przyjął nazwę 9 Kołobrzeskiego Pułku Grenadierów dla uhonorowania bohaterskiej obrony miasta. Od 1864 sztab pułk i trzy bataliony kwaterowały w Stargardzie. Podczas wojny prusko-austriackiej w 1866 pułk walczył w ramach 4 Dywizji Piechoty II Korpusu i uczestniczył w bitwie pod Sadową. W wojnie francusko-pruskiej w latach 1871–1872 żołnierze 9 Pułku walczyli w bitwie pod Gravelotte, oblegali Metz i Paryż. W latach 1881–1884 wybudowano kompleks koszarowy na potrzeby pułku, nazywany potocznie czerwonymi koszarami. Koszary wybudowane pod kierownictwem szczecińskiego królewskiego architekta Emila Drewsa kosztowały półtora miliona talarów.
9 Kołobrzeski Pułk Grenadierów im. Hrabiego Gneisenau
W 1908 do nazwy pułku dodano księcia Gneisenaua i odtąd występował pod nazwą 9 Kołobrzeski Pułk Grenadierów im. Hrabiego Gneisenau (2 Pomorski) (niem. Colbergsches Grenadier-Regiment Graf Gneisenau (2. Pommersches) Nr. 9). 5 sierpnia 1914 pułk został zmobilizowany w związku z I wojną światową i 7 sierpnia został skierowany do rejonu koncentracji 1 Armii (gen. Kluck). W dniach 6–9 września 1914 pułk brał udział w pierwszej bitwie nad Marną, podczas której wojska francuskie powstrzymały wojska niemieckie w marszu na południe i zachód, a zarazem od zdobycia Paryża. Pułk poniósł duże straty i 9 września wraz z innymi oddziałami niemieckimi przeszedł do odwrotu, prowadząc działania pozycyjne. 7 grudnia 1915 wizytował pułk cesarz i wódz naczelny niemieckiej armii Wilhelm II Hohenzollern. Dowódcą pułku był wówczas płk von Derschau. W okresie od 1 kwietnia do 30 czerwca 1916 pułk toczył walki pozycyjne w Szampanii. Pod koniec listopada brał udział w walce nad rzeką Sommą, gdzie 13 grudnia 1916 po raz drugi wizytował pułk Wilhelm II. W tym okresie podjęto decyzję przerzucenia II batalionu pułku na front wschodni, gdzie prowadził walki nad rzeką Strypą i Seretem oraz Złotą Lipą. W październiku 1916, w wyniku doświadczeń wyniesionych po pierwszych dwóch latach wojny pozycyjnej, organizowano przy każdym batalionie pułku kompanie karabinów maszynowych z wprowadzeniem od grudnia na uzbrojenie nowego karabinu MG08/15, ponadto przy każdym batalionie utworzono kompanie: miotaczy min, pionierów i saperów. 
W kwietniu 1917 w wyniku ofensywy wojsk niemieckich na froncie zachodnim, pułk prowadził walki pod miastem Arras (druga bitwa pod Arras), gdzie w trakcie walk nastąpiła zmiana dowódcy pułku, którym 21 kwietnia 1917 został mjr von Seelhorst. W tych walkach, a następnie podczas pozycyjnych działań letnich we Flandrii pułk poniósł duże straty. Razem w walkach, łącznie po czwartej bitwie we Flandrii, pułk stracił 551 żołnierzy. 22 maja 1917 po raz trzeci wizytował pułk na froncie zachodnim cesarz i wódz naczelny niemieckiej armii Wilhelm II. W styczniu i lutym 1918 pułk prowadził działania pozycyjne w Lotaryngii. W tym czasie rozpoczęto w pułku organizowanie w batalionach grup szturmowych (Stosstruppenn). W marcu walczył pod Cambrai i Bapaume, w kwietniu pod Rómel. W związku z nieudaną ofensywą wojsk niemieckich pułk prowadził działania pozycyjne we Flandrii, pod Reims w Szampanii, w październiku toczył walki na linii Zygfryda. W dniach 1–4 listopada walczył pomiędzy Aisne i Mozą, następnie prowadził działania odwrotowe spod Antwerpii, gdzie 11 listopada pułk zastało ogłoszenie zawieszenia broni na całym froncie zachodnim i ostatecznie zakończenie wojny. 14 grudnia powrócił do Berlina, a 19 grudnia 1918 do Stargardu.
19 czerwca 1919 batalion z 9 Kołobrzeskiego Pułku Grenadierów im. Hrabiego Gneisenau brał udział w Szczecinie przeciwko zrewoltowanym grupom żołnierzy oraz robotnikom, którzy przystąpili do strajku w stoczniach szczecińskich, fabryce konstrukcji mostowych Gollnowa i fabryce Stowera, produkującej samochody i broń.
9 Kołobrzeski Pułk Grenadierów im. Hrabiego Gneisenau (2 Pomorski) rozformowano 2 lipca 1919 (było to spowodowane redukcją armii niemieckiej po Traktacie Wersalskim). Główna uroczystość odbyła się w Kołobrzegu, gdzie odbyła się ostatnia parada rozwiązywanych jednostek II Okręgu Wojskowego wraz ze zdaniem sztandarów pułkowych.

## Schemat organizacyjny
- II Korpus Armijny, Szczecin
  - 3 Dywizja Piechoty Szczecin
    - 5 Brygada Piechoty (5. Infanterie-Brigade), Szczecin
      - 9 Kołobrzeski Pułk Grenadierów im. Hrabiego Gneisenau, Stargard

## Struktura organizacyjna i obsada personalna podczas mobilizacji w 1914
5 sierpnia 9 pułk grenadierów został zmobilizowany. W tym czasie struktura organizacyjna i obsada personalna była następująca:
- dowódca pułku – płk Walter Leu
  - zastępca – ppłk von Skrbensky
  - kwatermistrz – ppłk Michaelis
  - lekarz pułkowy – doktor Long
  - skarbnik pułkowy – Schröder
- I batalion (każdy batalion liczył 4 kompanie) – d-ca mjr von Kleist
- II batalion – d-ca mjr von Restorff
- batalion fizylierów – d-ca mjr Wilken
- kompania karabinów maszynowych (6 karabinów typu Maxim) – kpt. Varnhagen
- orkiestra pułkowa – kapelmistrz Ahlers

## Dowódcy pułku
W okresie od powstania pułku do jego rozformowania dowódcami byli:
- gen. mjr Franz Otto von Pirch – (1808-1813)
- gen. książę August Neidhardt von Gneisenau – (1818-1830)
- marszałek Helmuth Karl Bernhard von Moltke – (1866-1891)
- płk Felix Langer(inne języki) – (1910–1914)
- płk Walter Leu – (22 kwietnia 1914 – 16 października 1915)
- ppłk Friedrich von Derschau – (17 października 1915 – 14 kwietnia 1916)
- ppłk mjr Robert von Kleist – (15 kwietnia 1916 – 14 września 1916)
- płk baron Hans von Eberstein – (15 września 1916 – 20 kwietnia 1917)
- ppłk Just Friedrich von Seelhorst – (21 kwietnia 1917 – 2 lipca 1919)

## Stan osobowy, uzbrojenie, umundurowanie w 1914

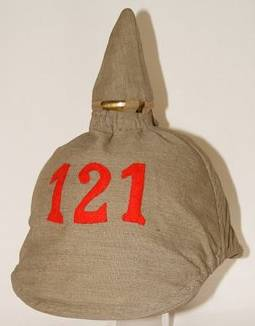
Pikielhauba z pokrowcem

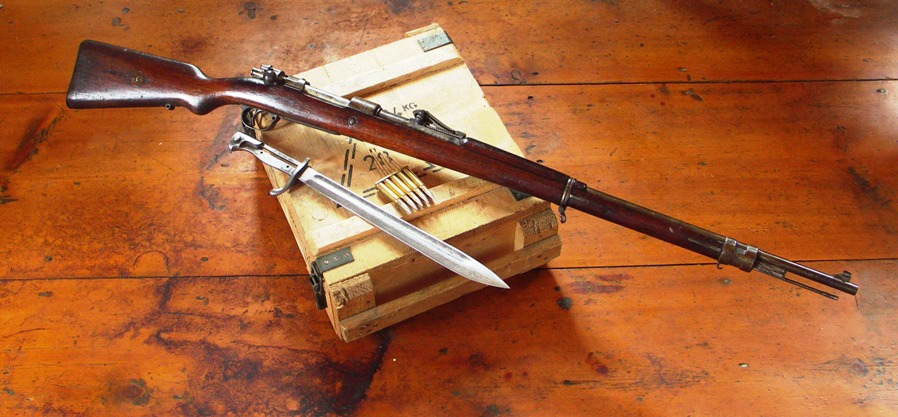
Mauser Gewehr 98 z bagnetem

Po przeprowadzonej mobilizacji 5 sierpnia 1914 pułk dysponował: 3500 żołnierzy i oficerów, 250 koni i 70 samochodów. Podstawową bronią pruskiej piechoty, w tym grenadierów 9 Kołobrzeskiego Pułku Grenadierów im. Hrabiego Gneisenau w momencie wybuchu I wojny światowej był karabin Mauser wzór 1898, kaliber 7,92 mm. Żołnierz mógł prowadzić skuteczny ogień tym karabinem na odległość maksymalnie 2000 metrów. Miał on opinię broni nowoczesnej, charakteryzującej się wytrzymałością i niezawodnością działania. Ceniono też dużą szybkostrzelność praktyczną, dobrą celność i niewielki odrzut. Natomiast na wyposażeniu kompanii karabinów maszynowych był karabin typu Maxim.
Żołnierze pułku nosili pikielhaubę, która służyła jako bojowe nakrycie głowy. Na pagonach munduru oraz na płóciennych pokrowcach na pikielhaubach był numer pułku: czerwona cyfra 9. Od sierpnia 1914 numery nanoszono farbą zieloną, aby żołnierz nie wyróżniał się z tła na polu walki. Na początku I wojny światowej skórzana pikielhauba z płóciennym pokrowcem była standardowym hełmem armii Cesarstwa Niemieckiego, w tym grenadierów 9 Kołobrzeskiego Pułku Grenadierów im. Hrabiego Gneisenau.

## Place ćwiczeń
Oddzielony ul. Grenadierów od kompleksu koszarowego zlokalizowany był pułkowy mały plac ćwiczeń (Kleine Exerzierplatz). Do tego placu przylegały zabudowania koszarowe kompanii karabinów maszynowych. Drugi plac ćwiczeń zwany Dużym (Gross Exerzierplatz) znajdował się pomiędzy dzisiejszą ulicą Szczecińską, a Al. Żołnierza, aż po Giżynek.

## Sztandar
Przed wybuchem I wojny światowej sztandar 9 Kołobrzeskiego Pułku Grenadierów im. Hrabiego Gneisenau przyozdabiały szarfy za: „Kołobrzeg”, „Wojnę Wyzwoleńczą 1813/15”, „Wojnę 1866”, „Wojnę 1870/1871” oraz szarfa „Krzyża Żelaznego”.

## Nazwa, tradycje
Pierwotnie pułk nosił nazwę 9 Pułk Grenadierów Regiment Nr. 9, który powstał w 1808 na bazie batalionu grenadierów 22 Pułku Piechoty Pruskiej. W 1849 przyjął nazwę 9 Kołobrzeskiego Pułku Grenadierów. Od 1908 do nazwy pułku dodano księcia Gneisenau i nazwa pułku brzmiała 9 Kołobrzeski Pułk Grenadierów im. Hrabiego Gneisenau (2 Pomorski). Po jego rozformowaniu w 1919 jego tradycje kultywował I batalion 4 (Pruskiego) pułku piechoty. Po powołaniu do życia Wehrmachtu tradycje 9 Kołobrzeskiego Pułku Grenadierów im. Hrabiego Gneisenau były kultywowane przez 25 pułk grenadierów, a następnie przez 25 pułk grenadierów pancernych, który został przekształcony w toku wojny.

## Przekształcenia
9 pułk grenadierów → 9 Kołobrzeski pułk grenadierów → 9 Kołobrzeski Pułk Grenadierów im. Hrabiego Gneisenau (2 Pomorski)
9 Kołobrzeski Pułk Grenadierów im. Hrabiego Gneisenau ↘ rozformowany w 1919